# Таганрогский отряд полковника Кутепова
Таганрогский отряд под командованием полковника А. П. Кутепова — оперативный сводный отряд Добровольческой армии, сформированный 30 декабря 1917 года для обороны Ростова со стороны Таганрога (не путать с Петроградским отрядом под командованием полковника А. П. Кутепова).

## История
В одной картине запечатлелась героическая борьба на Дону. Широкая улица большого города. Многоэтажные дома с обеих сторон. Зеркальные окна магазинов. Парадные подъезды больших гостиниц. В залах ресторанов гремит музыка. На тротуарах суетливое движение тысячной толпы, много здорового молодого люда. Выкрики уличных газет. Треск трамваев.

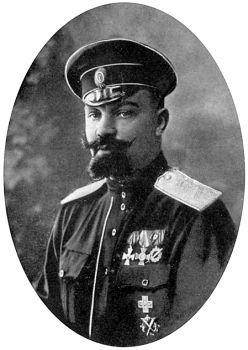
А. П. Кутепов

Проходит взвод солдат. Они в походной форме, холщёвые сумки за спиной, ружья на плечах. По выправке, по золотым погонам вы узнаете офицеров. Это третья рота офицерского полка.
Вот капитан Займе, Ратьков-Рожнов, вот Валуев, полковник Моллер, поручик Елагин, с ними два мальчика, ещё неуверенно ступающих в больших сапогах по мостовой.
Куда они идут? Под Ростовом бой. Полковник Кутепов с 500 офицерами защищает подступы к Ростову. В тылу 8 тысяч рабочих Балтийского завода подняли восстание и испортили железнодорожный путь. Под Батайском генерал Марков с кадетами и юнкерами отбивается от натиска большевиков. Батайск за рекою. На окраинах слышна канонада. Потребовано подкрепление и из Проскуровских казарм вышло 50 человек. Представьте себе эту картину.
По шумной улице большого города в толкотне праздничной толпы мимо роскошных кафе, откуда раздаются звуки оркестра, проходит взвод солдат. 50 человек из пятисоттысячного города.
И вот, когда пред вашими глазами встанут эти 50, вы поймете, что такое добровольческая армия.
В конце декабря (17 января - по новому стилю) колонна войск СНК (Южный революционный фронт по борьбе с контрреволюцией) под командованием Р. Ф. Сиверса достигла Иловайска и, расположившись в его окрестностях, насчитывала в своём составе стрелковый полк дезорганизованной 4-й кавалерийской дивизии, штурмовой батальон 17-го корпуса (400 штыков), 2-й отряд петроградских красногвардейцев Трифонова (до 900 штыков), отряд Красной гвардии Екатеринослава (300 штыков и бронеплощадка с 2 орудиями), несколько эскадронов кавалерии 3-й кавдивизии и др. части старой императорской армии, всего до 1900 штыков (700 солдат старой армии, 1200 красногвардейцев), до 500 сабель, 20 орудий. В резерве стояло до 4-х тысяч малоподготовленных красногвардейцев Донбасса (Антонов-Овсеенко В. А. Записки о гражданской войне: в 4 т. — Том 1, стр. 121). На подкрепление к ним прибыл еще Гатчинский отряд Левинсона. 
11 (24) января колонна Сиверса подошла к станции Матвеев Курган — 40 км до Таганрога. Разрозненные и малочисленные белые партизанские казачьи отряды более не могли сдерживать натиск. К тому же в самом Таганроге назревало восстание. Небольшая  численность гарнизона города, состоявшего из Таганрогской офицерской роты (ок. 50 человек при двух пулемётах, командир капитан Щелканов) и 2-х рот 3-й Киевской школы прапорщиков (250 юнкеров при 12 офицерах, начальник полковник Мастыко), не позволяла рассчитывать на то, что этими силами удастся удержать Таганрог. На помощь гарнизону к началу боёв под станцией Матвеев Курган были направлены Ростовская офицерская (до 200 человек, командир капитан Петров) и Георгиевская (ок. 60 человек, командир полковник И. К. Кириенко) роты.
Следом за ними, 31 декабря, в Таганрог прибыли блиндированный поезд (паровоз и платформа, обшитая двумя рядами досок, пересыпанных шлаком с прорезями для пулемётов) и пулемётный бронеавтомобиль. На площадках поезда прибыла 1-я рота 2-го Офицерского батальона (ок. 40 человек, командир полковник Семёнов). Прибывший тогда же полковник А. П. Кутепов принял на себя общее командование силами Добровольческой армии в Таганроге. На следующий день блиндированный поезд и бронеавтомобиль передислоцировались на станцию Матвеев Курган.
3 января Ростовская офицерская и Георгиевская роты перешли в наступление и, разбив передовые отряды противника, заняли станцию Амвросиевка. Однако         7 января ротам пришлось начать отход под давлением превосходящих сил красных. Для усиления отряда Кутепова из Ростова было выслано подкрепление: Морская рота (ок. 70 человек, командир капитан 2-го ранга В. Н. Потёмкин), подрывная команда 1-й юнкерской батареи (5 офицеров и 13 юнкеров, командир инженер-поручик Ермолаев) и Партизанский отряд полковника Симановского имени генерала Корнилова (до 500 человек). Также на поддержку отряду в Матвеев Курган был выслан взвод Запасного казачьего артиллерийского дивизиона (врид командир подхорунжий Мыльников). В качестве номеров к орудиям встали офицеры-артиллеристы, отозванные с фронта по приказу Кутепова. В бою взводом фактически командовал капитан Добрармии Семёнов.
10 января Кутепов телеграфировал в Новочеркасск: «Между ст. Иловайская и Таганрогом ни одной казачьей части нет… Если сегодня к вечеру Матвеев Курган не будет занят 16-м Донским полком, я снимаю ответственность за город Таганрог».
11 (24) января по приказу командующего войсками Южного революционного фронта по борьбе с контрреволюцией Антонова-Овсеенко, Сиверс начал массированное наступление на Матвеев Курган, охватывая станцию, удерживаемую "кадетами", с флангов. Кутепов поспешно отвёл отряд, однако подрывная команда 1-й юнкерской батареи в количестве 18 человек задержалась на станции, попала в окружение и взорвала себя, чтобы не попасть в плен. От Матвеева Кургана красные повели наступление одновременно на юг, вдоль железной дороги на Таганрог, и на восток, по кратчайшему пути к Ростову. Восточное направление Кутепов перекрыл Ростовской и Георгиевской ротами, а южное — Партизанским отрядом имени Корнилова и Морской ротой.

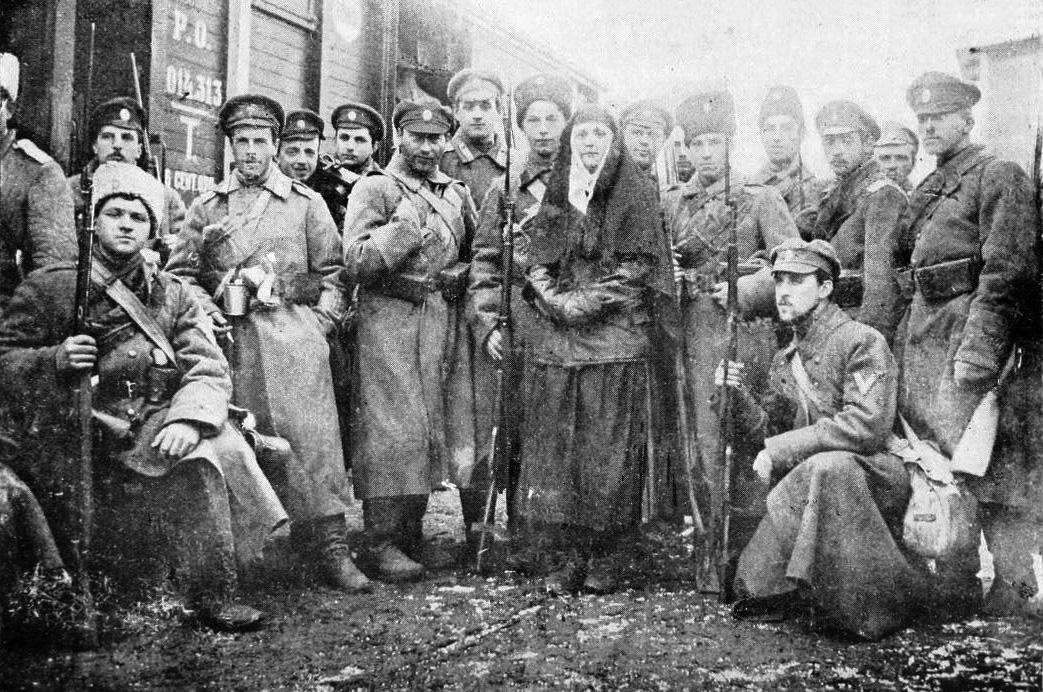
Бойцы Гвардейской роты

К вечеру из Ростова на станцию Ряженое на помощь Кутепову была выдвинута 3-я Офицерская Гвардейская рота в количестве 60 штыков под командованием полковника Моллера, которая сразу вступила в бой с превосходящими силами противника, зашедшими в тыл кутеповскому отряду. Красные захватили поезд Гвардейской роты и перебили всех, кто в нём находился (железнодорожников, раненных, медперсонал и личный состав хозяйственных подразделений роты).
Тем же вечером Партизанский отряд имени Корнилова и Морская рота отступили к станции Неклиновка. К ней были спешно переброшены подкрепления: из Таганрога 1-я рота 2-го офицерского батальона с присоединённой Таганрогской офицерской ротой (всего 180 штыков) и из Ростова 2-я рота 2-го офицерского батальона (100 штыков, командир полковник Зудилин). Офицерские роты перекрыли железную дорогу, а остальные подразделения закрыли разрыв между восточным и южным отрядами. 
В этот же день походный атаман Войска Донского приказал 16-му Донскому казачьему полку, «не медля ни минуты, грузиться в Новочеркасске для отправления в Матвеев Курган», но полк этот приказ не выполнил.
14 января походный атаман Войска Донского отправил в Таганрог партизанский отряд войскового старшины Семилетова. 
15 (28) января ночью, рабочие подняли в Таганроге восстание, блокировав объекты, охраняемые юнкерами 3-й Киевской школы прапорщиков. Взвод, охранявший спиртовой завод, погиб полностью в результате боя. Полковник Кутепов отправил на выручку остаткам окружённого гарнизона 1-ю роту 2-го Офицерского батальона Добровольческой армии, которая пробилась к вокзалу и соединилась с защищавшим его взводом юнкеров (А. Бугаев. Очерки истории гражданской войны на Дону. Том 1).
16 января Сиверс усилил натиск, но довольно лёгкое продвижение в предыдущие дни сослужило войскам СНК плохую службу. Штурмовой батальон XVII армейского корпуса, оторвавшись от главных сил колонны, повёл наступление на станцию и попал в засаду: белые подпустили наступающих на 200 шагов и огнём в упор рассеяли их ряды. Солдаты штурмового батальона не ожидавшие отпора, в беспорядке отступили на несколько километров. Добровольцы преследовали противника и смогли даже занять Матвеев Курган. Красные  потеряли орудие, 24 пулемёта. Пленные военнослужащие войск СНК были расстреляны.
17 января юнкера школы прапорщиков с большими потерями пробились из Таганрога — потери 1-й роты достигли 2/3 личного состава. Остатки личного состава вместе с подошедшим из Ростова Юнкерским батальоном оседлали железную дорогу Таганрог-Ростов на рубеже станций Марцево и Бессергеновка. Офицерские роты Кутепов оставил в резерве.
При поддержке двух артиллерийских батарей позиции белогвардейцев атаковал 3-й Латышский Курземский полк в количестве 2264 штыков. Имея в тылу восставший Таганрог, Кутепов не стал рисковать, и отвел свои войска в сторону Ростова. Красные вступили в Таганрог.
Следующие несколько дней активных боевых действий против отряда Кутепова красные не предпринимали, не считая нескольких неудачных попыток наступать на Бессергеновку против Юнкерского батальона. В 20-х числах января Сиверс предпринял обход позиций Кутепова с правого фланга, на стыке с восточной группой (Ростовской и Георгиевской ротами), в результате чего Кутепов отвел южную группу своего отряда в обход Таганрога на рубеж станции Бессергеновка.
Потери отряда достигли 110 добровольцев.